# ロストパラダイス・イン・トーキョー
『ロストパラダイス・イン・トーキョー』（LOST PARADISE IN TOKYO）は、2010年9月18日公開の日本映画。SKIPシティ国際Dシネマ映画祭2009・SKIPシティアワード受賞作品。ロッテルダム国際映画祭、釜山国際映画祭、ドバイ国際映画祭、正式出品作品。

## 概要
新人作家発掘を目的に創設されたシネバザール・ニューレーベル『KOINOBORI PICTURES』第1回製作作品。2010年9月18日の東京・ポレポレ東中野ほか全国3館で順次公開。白石和彌の長編監督作品デビュー作。共同脚本は『ある朝スウプは』の高橋泉。主演は『ランニング・オン・エンプティ』の小林且弥、『南極料理人』の内田慈、『実録・連合赤軍 あさま山荘への道程』のウダタカキ。
キャッチコピーは「安住の地（パラダイス）はどこにある?。」「どん底の世界から、ほんの少しだけ浮上する『愛』と『希望』の物語。」「ここで、いいんだ。」。

## ストーリー
知的障害者の実生とその弟の幹生、そして性欲処理ができない実生のためにデリヘル嬢として呼んだ自分の島を持つことを夢に持つ秋葉原の地下アイドル・マリン。やがて3人の奇妙でささやかな共同生活が始まるが、マリンの取材をするドキュメンタリー演出家が彼女がデリヘル嬢である事を突き止め更に実生が起こした10年前の幼女暴行事件を暴き、3人はバラバラになってしまう。様々な社会の波に押しつぶされそうになりながらも、それぞれの未来を信じて歩み始める。

## キャスト
- 黒崎幹生（実生の弟、マンション販売会社営業社員） - 小林且弥
- 西村聡子（自称・ファラ、デリヘル嬢&地下アイドル・マリン） - 内田慈
- 黒崎実生（幹生の兄、知的障害者） - ウダタカキ（菟田高城）
- 駒田宗一 - 奥田瑛二
- 米山善吉
- 磯部泰宏
- 市村直樹
- 草野速仁
- 重廣礼香
- 奈良坂篤

## スタッフ
- 監督 - 白石和彌
- プロデューサー - 大日方教史、齋藤寛朗
- 脚本 - 高橋泉、白石和彌
- 撮影 - 辻智彦
- 音楽 - 安川午朗
- 美術 - 今村力
- 照明 - 大久保礼司
- 録音 - 浦田和治
- 音響効果 - 柴崎憲治
- 編集 - 加藤ひとみ
- 製作 - KOINOBORI PICTURES
- 製作協力 - 若松プロダクション、カズモ
- 配給・宣伝 - SPOTTED PRODUCTIONS